# Mastník
Mastník (en allemand : Mastnik) est une commune du district de Třebíč, dans la région de Vysočina, en République tchèque. Sa population s'élevait à 237 habitants en 2020.

## Géographie
Mastník se trouve à 5,5 km au sud-ouest de Třebíč, à 29,5 km au sud-est de Jihlava et à 143 km au sud-est de Prague.
La commune est limitée par Stařeč au nord-ouest et au nord, par Třebíč à l'est, par Mikulovice et Kojetice au sud, et par Rokytnice nad Rokytnou à l'ouest.

## Histoire
La première mention écrite de la localité date de 1406.

## Transports
Par la route, Mastník se trouve à 7 km de Třebíč, à 33 km de Jihlava et à 163 km de Prague.